# Gli Abrafaxe e i pirati dei Caraibi
Gli Abrafaxe e i pirati dei Caraibi (Die Abrafaxe – Unter schwarzer Flagge) è un film d'animazione tedesco diretto da Gerhard Hahn e da Tony Power ed è basato sui personaggi Abrafaxe della rivista Mosaik. In italiano è stato distribuito nel 2003 insieme alle merendine Kinder Ferrero e trasmesso in televisione con il titolo Abrafaxe - A spasso nel tempo.

## Trama
Germania. Un gruppetto di ragazzi, gli Abrafaxe Abrax, Brabax e Califax, scoprono nel museo uno strano manufatto d'oro azteco magico, che li teletrasporta nei Caraibi del XVIII secolo. Durante il viaggio gli Abrafax incontrano la bella piratessa Anne Bonny, della quale Abrax si innamora, il temibile pirata dei Caraibi Barbanera, il vanitoso e stupido ammiraglio della flotta spagnola Don Archibaldo e il suo pappagallo intelligente e parlante. Il viaggio alla fine li porta a Tortuga, il "paradiso dei pirati" governato da Anne Bonny. Sebbene Tortuga sia un'enclave di libertà, il malvagio piano di Barbanera sta per essere scoperto dagli spagnoli e gli Abrafax fanno di tutto per impedirlo, ma in qualche modo tutto va storto e improvvisamente Califax scompare. I tre ragazzi sono costretti per questo a salvare Tortuga e tornare indietro nel futuro.

## Produzione
Gli Abrafaxe e i pirati dei Caraibi è il primo lungometraggio con i personaggi della rivista Mosaik, pubblicata in Germania. I precedenti tentativi di girare sia i Digedags che gli Abrafaxe per lo schermo o la televisione hanno sempre fallito relativamente presto. Oltre a una versione tedesca, è stata distribuita anche una versione in lingua inglese per il mercato internazionale. A livello internazionale, il film ha avuto una distribuzione abbastanza ampia, soprattutto in Europa orientale e in Asia ed il film ha avuto molto successo.